# Tilhouse
Tilhouse – miejscowość i gmina we Francji, w regionie Oksytania, w departamencie Pireneje Wysokie. Nazwa miejscowości pochodzi od słowa tilleul –  "lipa".
Według danych na rok 1990 gminę zamieszkiwało 206 osób, a gęstość zaludnienia wynosiła 32 osób/km² (wśród 3020 gmin regionu Midi-Pireneje Tilhouse plasuje się na 857. miejscu pod względem liczby ludności, natomiast pod względem powierzchni na miejscu 1371.).